# Flávio Amado
Flávio, właśc. Flávio Amado da Silva (ur. 30 grudnia 1979 w Luandzie) – angolski piłkarz występujący na pozycji napastnika, reprezentant Angoli.

## Kariera klubowa
Flávio rozpoczynał karierę w zespole ligi angolskiej, Petro Atlético z Luandy. W 2001 dotarł z zespołem do półfinału Afrykańskiej Ligi Mistrzów, dwukrotnie był też królem strzelców swojej ligi, a w 2000 i 2001 zdobył mistrzostwo kraju. W 2005 został kupiony przez klub pierwszej ligi Egiptu Al-Ahly Kair, z którym w 2006 wywalczył mistrzostwo kraju, występował również na Klubowych Mistrzostwach Świata. W 2009 roku odszedł do saudyjskiego Asz-Szabab Rijad. Występował też w katarskim Al-Kharitiyath SC, a także belgijskim Lierse SK. W 2013 roku wrócił do Petro Atlético, gdzie w 2014 roku zakończył karierę.

## Kariera reprezentacyjna
Flávio Amado zadebiutował w reprezentacji Angoli 3 września 2000 roku. Jego największym sukcesem reprezentacyjnym jest jak dotychczas wywalczenie kwalifikacji na Mistrzostwa Świata 2006, pierwszej w historii Angoli. W 2006 wystąpił również z reprezentacją na Pucharze Narodów Afryki (faza grupowa). Na turnieju w Niemczech wystąpił w trzecim meczu grupowym z Iranem (1:1), w którym zdobył bramkę w drugiej połowie. Tym samym Flavio Amado jako jedyny Angolczyk strzelił gola na mistrzostwach świata w Niemczech 2006. W 2008 i 2010 ponownie zagrał w Pucharze Narodów Afryki (w edycji 2008 zdobył 1 gola, w 2010 - 3). W reprezentacji Angoli 70 meczów i zdobył 29 bramek.